# Koos Moerenhout
Jacobus Moerenhout, detto Koos (Achthuizen, 5 novembre 1973), è un dirigente sportivo ed ex ciclista su strada olandese.
Professionista dal 1996 al 2010, dal 2017 è direttore sportivo del team Hagens Berman Axeon.

## Carriera
Passato professionista nel 1996 con la Rabobank, vinse per due volte, nel 2007 e nel 2009, la prova in linea dei campionati olandesi. Si aggiudicò anche una tappa alla Vuelta al País Vasco e una all'Eneco Tour. In carriera vestì le divise di Rabobank, Farm Frites, Domo, Lotto/Davitamon e Phonak.
Rappresentò più volte il proprio paese ai campionati del mondo, riuscendo a cogliere un settimo e un sesto posto nella prova a cronometro nel 2009 e 2010 rispettivamente. Nel 2000 partecipò anche ai Giochi olimpici di Sydney, gareggiando sia nella prova in linea che in quella a cronometro. Si ritirò dall'attività al termine del 2010, dopo quindici stagioni tra i pro.
Dal 2013 al 2016 è stato team manager e direttore sportivo della formazione femminile Elite Rabo-Liv Women Cycling Team. Dal 2017 affianca invece Axel Merckx nello staff tecnico del team Hagens Berman Axeon (precedentemente Axeon).

## Palmarès
- 1994 (Dilettanti)

1ª tappa Österreich-Rundfahrt
Classifica generale Tour de Liège
Classifica generale Triptyque Ardennais
- 1995 (Dilettanti)

2ª tappa Delta Tour
Classifica generale Delta Tour
Koppeltijdrit van Friesland (cronocoppie, con Jos Wolfkamp)
- 1996 (Rabobank, tre vittorie)

Dokkum Woudenomloop
1ª tappa Circuit Franco-Belge
Classifica generale Circuit Franco-Belge
- 1997 (Rabobank, una vittoria)

8ª tappa Rheinland-Pfalz-Rundfahrt
- 1999 (Rabobank, una vittoria)

4ª tappa Vuelta al País Vasco
- 2000 (Farm Frites, una vittoria)

1ª tappa Tour Down Under
- 2003 (Lotto, una vittoria)

4ª tappa Rheinland-Pfalz-Rundfahrt
- 2007 (Rabobank, una vittorie)

Campionati olandesi, Prova in linea
- 2009 (Rabobank, due vittorie)

Campionati olandesi, Prova in linea
7ª tappa Österreich-Rundfahrt
- 2010 (Rabobank, una vittorie)

3ª tappa Eneco Tour (Ronse > Ronse)

### Altri successi
- 1996

Classifica a punti Circuit Franco-Belge
- 1997

Classifica scalatori Rheinland-Pfalz-Rundfahrt
- 1998

Profronde van Oostvorne (criterium)
- 1999

Classifica scalatori Vuelta al País Vasco
- 2000

Spektakel van Steenwijk (criterium)
- 2004

Izegem Koers (criterium)
- 2006

Profronde van Zevenbergen (criterium)
Derny Criterium Geleen (criterium)
- 2007

Acht van Chaam (criterium)
- 2008

Daags na de Tour (criterium)
Mijl van Mares (criterium)
- 2009

Profwielerronde Etten-Leur (criterium)
- 2010

Profronden van Wateringen (criterium)
Profronde van Zevenbergen (criterium)

## Piazzamenti

### Grandi Giri
- Giro d'Italia

2000: ritirato
2003: 53º
2007: 70º
- Tour de France

1998: 44º
2000: 77º
2003: 128º
2004: 100º
2006: 62º
2008: 34º
2010: 52º
- Vuelta a España

1997: 65º
1998: ritirato
1999: ritirato
2002: 72º
2005: 13º
2007: 42º
2009: 36º

### Competizioni mondiali
- Campionati del mondo

Lugano 1996 - In linea Elite: ritirato
San Sebastián 1997 - In linea Elite: 51º
Valkenburg 1998 - In linea Elite: 48º
Hamilton 2003 - In linea Elite: ritirato
Verona 2004 - In linea Elite: ritirato
Madrid 2005 - In linea Elite: 17º
Stoccarda 2007 - In linea Elite: ritirato
Varese 2008 - In linea Elite: ritirato
Mendrisio 2009 - Cronometro Elite: 7º
Mendrisio 2009 - In linea Elite: 23º
Melbourne 2010 - Cronometro Elite: 6º
Melbourne 2010 - In linea Elite: 13º
- Giochi olimpici

Sydney 2000 - In linea: ritirato
Sydney 2000 - Cronometro: 26º